# Central Island
Central Island är en ö i Kenya.   Den ligger i länet Turkana, i den nordvästra delen av landet, 500 km norr om huvudstaden Nairobi. Arean är 5,0 kvadratkilometer. 